# Mono, Benin
Mono är ett av Benins tolv departement, och ligger i den sydvästra delen av landet, med kust mot Guineabukten i söder och gräns mot Togo i väster. Den administrativa huvudorten är Lokossa. Befolkningen uppgick till 497 243 invånare vid folkräkningen 2013, på en yta av 1 605 km².

## Administrativ indelning

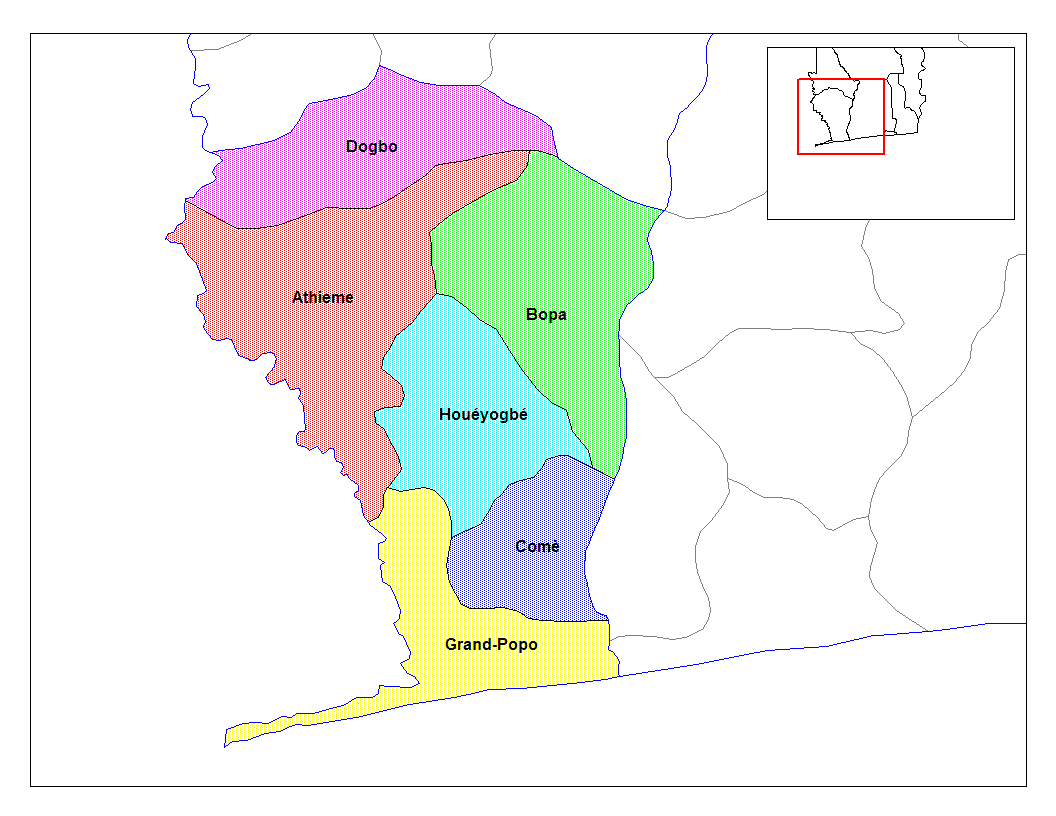
Karta över Monos kommuner.

Departementet är indelat i sex kommuner:
- Athiémé
- Bopa
- Comè
- Grand-Popo
- Houéyogbé
- Lokossa